# Château de Crénille
Le château de Crénille est une demeure située à Chaumes-en-Brie, en France.

## Situation et accès
L’édifice est accessible par la route d'Argentières, vers le sud-est du territoire communal de Chaumes-en-Brie, sur la rive droite de l'Yerres. Plus largement, il se trouve dans le département de Seine-et-Marne, en région Île-de-France.

## Histoire
Construit au XIXe siècle, le château appartient un temps à Jules Nicolet, avocat et maire de Chaumes-en-Brie pendant quelques années, qui le fait restaurer dans un style Henri II,,. Retenu dans le Midi « pour raison de santé », il vend la propriété à Agénor de Gramont, prince de Bidache et duc de Guiche, ayant épousé Marguerite de Rothschild,,. Nicolet décède à Nice peu de temps après, en septembre 1880, à l'âge de 60 ans.